# جیمز پیس

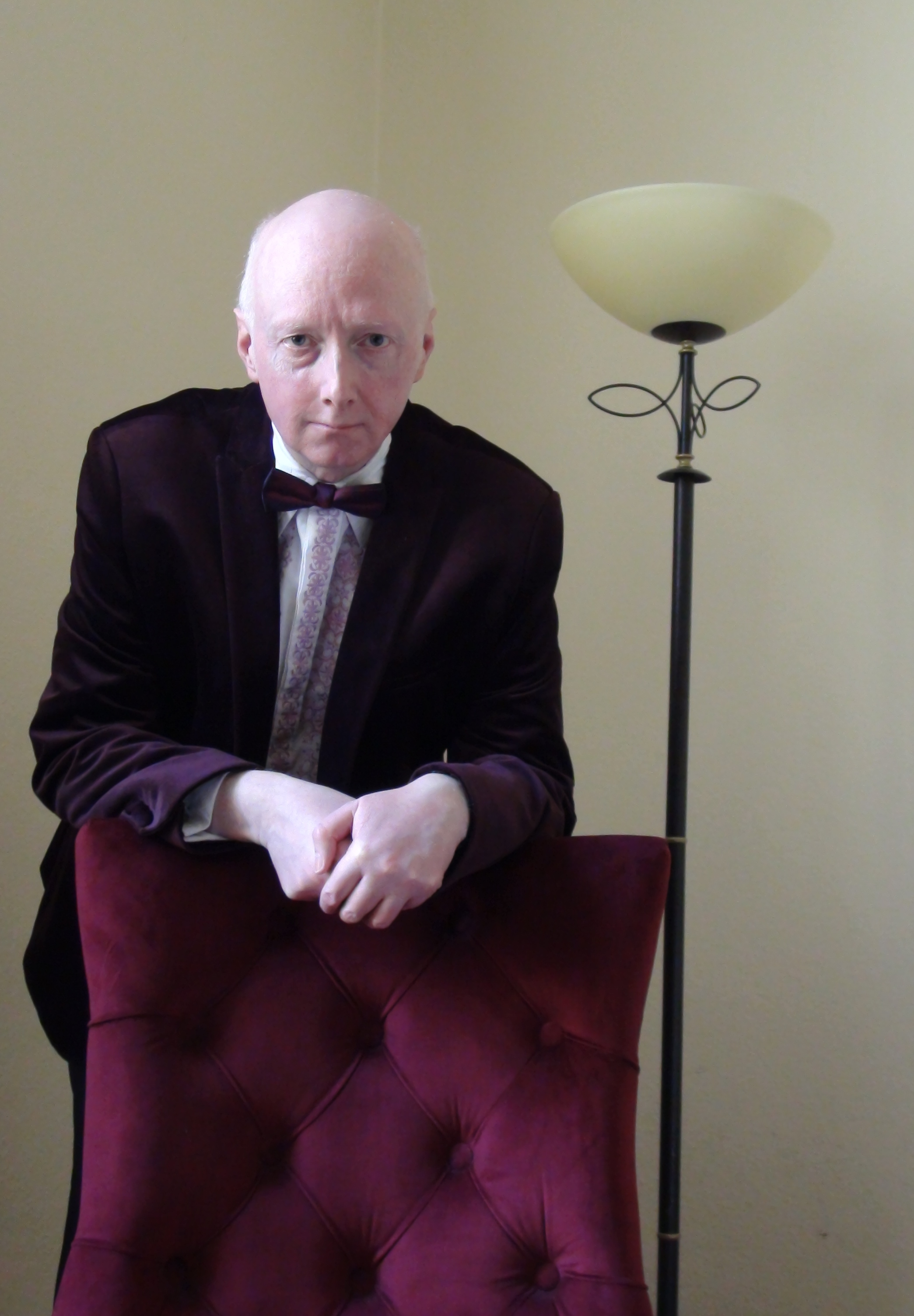
جیمز پیس در خانه در شهر ویسبادن

کنت جیمز پیس (زبان انگلیسی: Kenneth James Peace) زادهٔ ۲۸ سپتامبر ۱۹۶۳ در شهر پیزلی است. او آهنگساز، نوازندهٔ پیانوی کنسرت و هنرمند تجسمی اهل اسکاتلند است.

## زندگی‌نامه
جیمز پیس، زادهٔ ۲۸ سپتامبر ۱۹۶۳ در شهر پیزلی، اسکاتلند است. او بیشتر دوران کودکی خود را در شهرک هلنزبرو، تفرجگاهی ساحلی در غرب اسکاتلند، سپری کرد. در خانواده او هنرمندان بسیاری (مانند، جان مکگی) می‌زیستند و او همچنین با فلیکس برنز، آهنگساز محبوب موسیقی رقص در نیمه نخست قرن بیستم، نسبت خانوادگی دارد او از سن هشت سالگی شروع به آموختن پیانو نمود و نخستین اجرای عمومی خود را در سن چهارده‌سالگی، با نواختن موسیقی در کنار اسکات جاپلین، تجربه کرد. در شانزده‌سالگی، در آکادمی سلطنتی موسیقی و درام اسکاتلند (اکنون، کنسرواتوار سلطنتی اسکاتلند نامیده می‌شود) به‌عنوان جوان‌ترین دانشجوی تمام‌وقت پذیرفته شد. در سال ۱۹۶۳، از دانشگاه گلاسگو با مدرک کارشناسی در رشته تدریس پیانو فارغ‌التحصیل شد. یک سال بعد، برای نواختن پیانوی کنسرت شماره ۱ مندلسون در همراهی با ارکستر آراس‌ای‌ام‌دی مفتخر به دریافت دیپلم اجرای موسیقی شد. پس از اتمام تحصیلات رسمی، او به‌عنوان نوازندهٔ پیانو بسیار مورد اسقبال قرار گرفت و از سال ۱۹۸۸ تا ۱۹۹۱ در ادینبرو زندگی کرد.
پس از آن، جیمز پیس از سال ۱۹۹۱ تا ۲۰۰۹ در شهر باد نائوهایم در آلمان اقامت گزید. از سال ۱۹۸۸، او مطالعه‌ای را بر روی رقص تانگو انجام داد، که حاصل آن خلق قطعات پیانو با الهام از رقص تانگو بود که در قالب سی‌دی تانگوی اسکاتس (به زبان اسکاتلندی به معنای تانگو) عرضه شد. او در سال ۲۰۰۲ به عضویت افتخاری کالج موسیقی ویکتوریا درآمد. در همان سال، او تورهای کنسرت انفرادی خود را برگزار نمود، این تورها از سپتامبر/اکتبر در شمال آلمان آغاز و تا نوامبر در خاور دور ادامه داشت، او اولین اجرای تانگوی XVII خود را در هنگ کنگ به روی صحنه برد.
در سال‌های بعد، او بیشتر آثار خود را در اروپا به روی صحنه برد. او قطعات الهام‌گرفته از رقص تانگوی خود را در این پایتخت‌ها اجرا کرده‌است: آمستردام، آتن، برلین، بروکسل، هلسینکی، لیسبون، لندن، مادرید، اسلو، ریکیاویک و وین.
در سال ۲۰۰۸، به پاس خدماتش به رقص تانگو به عضویت افتخاری کالج موسیقی لندن درآمد.
پس از اقامت کوتاهی در شهر ادینبرو در فوریه سال ۲۰۱۰ برای زندگی در شهر ویسبادن به آلمان بازگشت. جایی که خلاقیت او جانی تازه به خود گرفت و او از برخی از آثار خود فیلم‌های کوتاهی ساخت. فیلم مستند جیمز پیس در ویسبادن از جمله ساخته‌های او در این ژانر است.

## جوایز و افتخارات
- جایزه اول، مسابقه آگنس میلار، گلاسگو، ۱۹۸۳[۴]
- جایزه اول، مسابقه دانبارتونشایر ایی‌آی‌اس، گلاسگو، ۱۹۸۴[۴]
- جایزه اثر تألیفی سیبلیوس، گلاسگو⸲ ۱۹۸۵[۴]
- دیپلم افتخار، مسابقه بین‌المللی آهنگسازی تی‌آی‌ام، رم⸲، ۲۰۰۰[۱][۲][۵]

- دیپلم افتخار، بنیاد آی‌بی‌ال‌ای، نیویورک، ۲۰۰۲[۱][۲][۵]
- مدال یادبود، انجمن بین‌المللی دونوازی پیانو، توکیو، ۲۰۰۲[۱][۲][۵][۲۱][۲۲][۲۳]

- مدال طلا، آکادمی بین‌المللی «لوتیس»، پاریس، ۲۰۰۵[۱][۲]

## آثار برجسته
- آبشار[۲۴]
- چکامه‌ها
- نغمه‌های صبحگاهی
- اشک‌های خاموش
- برگ‌های ازیادرفته
- سونات اوبوئه
- تصنیف
- مارش تشریفاتی شماره ۱
- مارش تشریفاتی شماره ۲
- طلای پاییزی[۲۵]
- نغمه جاوید[۱]
- «برای گرجستان» (به زبان گرجستانی: საქართველოსთვის)

```
 (ترانه: تامار چیکوایدزه، زوراب چیکوایدزه و جیمز پیس)
```

- ۲۴ تانگو برای تک‌نوازی پیانو[۱][۹][۲۱][۲۲]